# Nazionale femminile di calcio della Danimarca
La nazionale femminile di calcio della Danimarca è la rappresentativa calcistica femminile internazionale della Danimarca, gestita dalla locale federazione calcistica (DBU).
In base alla classifica emessa dalla FIFA il 12 giugno 2025, la nazionale femminile occupa il 12º posto del FIFA/Coca-Cola Women's World Ranking.
Come membro dell'UEFA, partecipa a vari tornei di calcio internazionali, come al campionato mondiale FIFA, campionato europeo UEFA, ai Giochi olimpici estivi e ai tornei a invito come l'Algarve Cup o la Cyprus Cup.
Ha partecipato a quattro edizioni del campionato mondiale e il miglior risultato raggiunto sono stati i quarti di finale nel 1991 e nel 1995. Ha partecipato a otto edizioni del campionato europeo di calcio e il miglior risultato è il secondo posto nel 2017. Ha partecipato solo una volta alle Olimpiadi, quelle del 1996, venendo eliminata nella fase a gironi. Ha partecipato regolarmente all'Algarve Cup, avendo raggiunto la finale cinque volte, ma uscendone sempre sconfitta.

## Storia

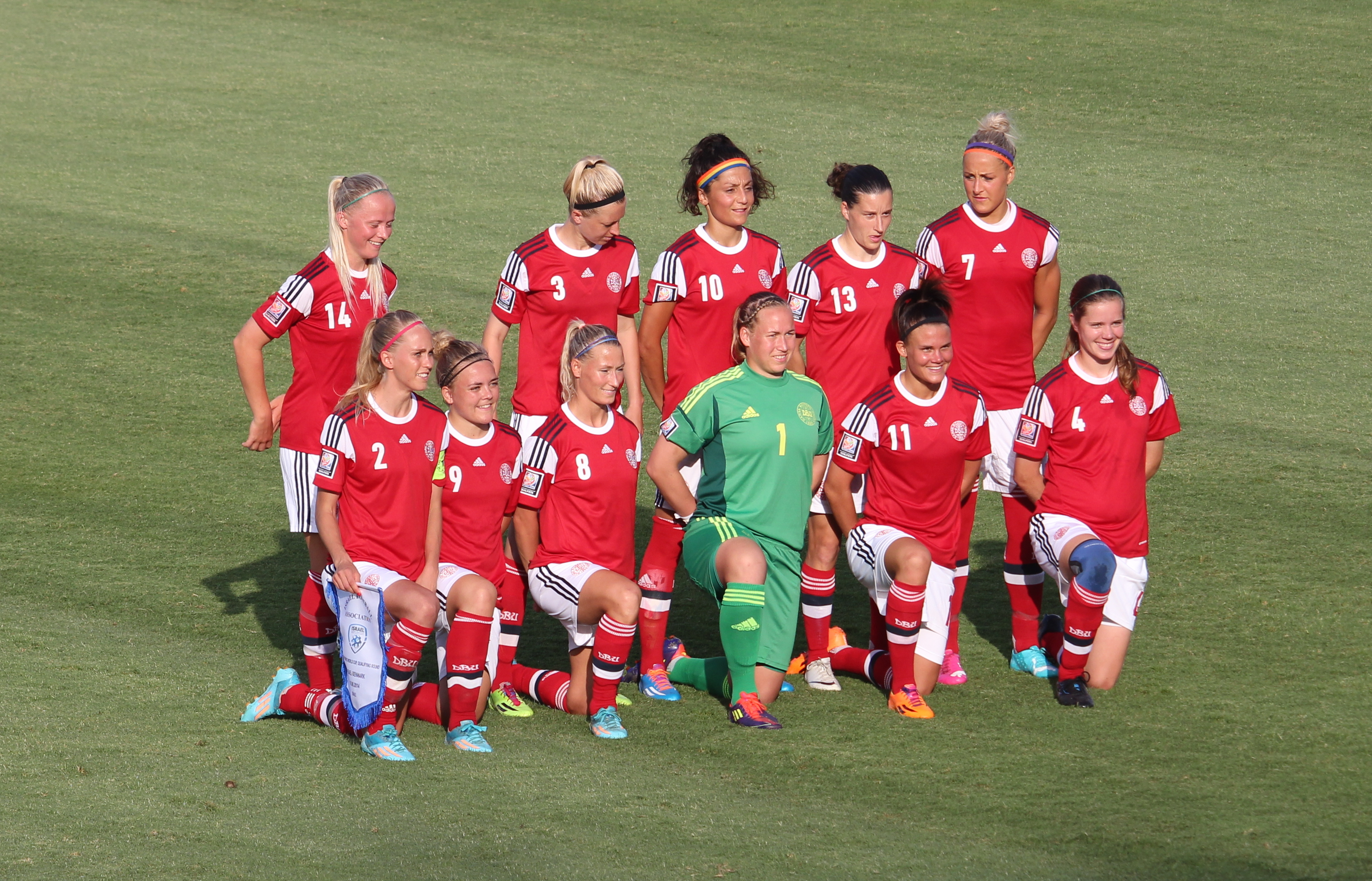
Formazione della nazionale per la partita del 19 giugno 2014 contro.

Delle selezioni nazionali danesi partecipavano ad amichevoli e tornei internazionali già dalla fine degli anni sessanta grazie all'attività della Dansk Kvinde Fodbold Union (DKFU). Nel 1969 la selezione danese partecipò alla Coppa Europa, che la vide perdere la finale dall'Italia, mentre nel 1970 vinse la Coppa del Mondo, non riconosciuta dalla FIFA, sulla stessa nazionale italiana, competizioni entrambe organizzate in Italia. Nel 1971 la selezione danese vinse anche la seconda edizione della Coppa del Mondo, disputata in Messico, sconfiggendo in finale il Messico grazie a una tripletta di Susanne Augustesen.
Nel 1972 le attività del calcio femminile passarono sotto l'egida della DBU e la DKFU venne sciolta. La prima partita ufficiale della nazionale della Danimarca venne disputata il 27 luglio 1974, vinta per 1-0 sulla Svezia e valida per la prima edizione del campionato nordico, vinta proprio dalle danesi. La Danimarca vinse anche le due edizioni successive e l'edizione 1982, che fu l'ultima del torneo. La nazionale danese vinse nel 1979 il campionato europeo non ufficiale, sconfiggendo per 2-0 le padrone di casa dell'Italia nella finale disputatasi allo stadio San Paolo di Napoli. Nel 1981 e nel 1985 prese parte al Mundialito, un torneo internazionale a inviti, concludendo al secondo e al terzo posto, rispettivamente.
Nel 1982 iniziarono le qualificazioni al campionato europeo 1984 e la Danimarca vinse il girone di qualificazione, accedendo alla fase finale. Le semifinali si disputarono con partite di andata e ritorno e la Danimarca perse entrambe le gare dall'Inghilterra, mancando l'accesso alla finale. Nelle due edizioni successive le danesi vennero eliminate prima nel girone di qualificazione, arrivando seconde alle spalle della Norvegia, e poi nei quarti di finale per mano della Svezia. Nel 1991 tornò a partecipare alla fase finale, organizzata proprio in Danimarca: in semifinale arrivò la sconfitta dopo i tiri di rigore contro la Norvegia, mentre venne vinta la finale per il terzo posto contro l'Italia. Grazie a questo risultato la nazionale danese ottenne la qualificazione alla prima edizione del campionato mondiale organizzata dalla FIFA e disputata nel novembre 1991 in Cina. Dopo aver superato la fase a gironi come migliore terza, arrivò l'eliminazione ai quarti di finale con la sconfitta dalla Germania dopo i tempi supplementari.

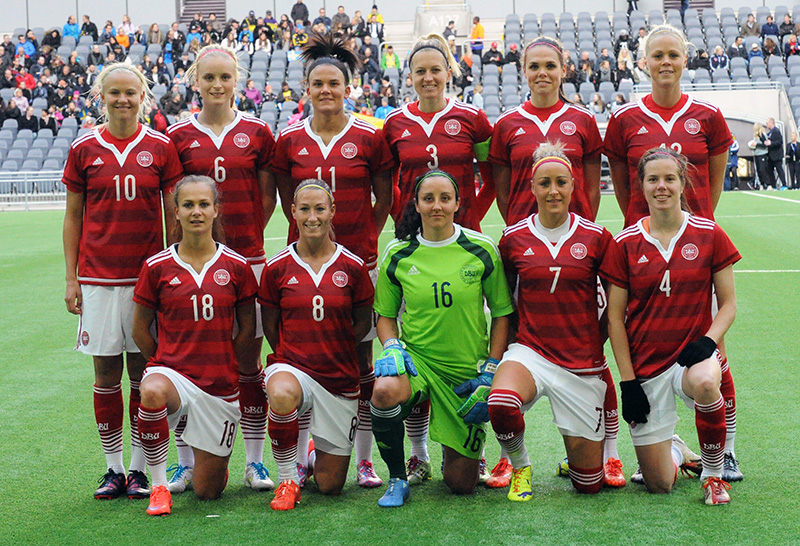
Formazione della nazionale per la partita dell'8 aprile 2015 contro la.

Al campionato europeo 1993 le danesi replicarono il risultato conseguito nella precedente edizione, perdendo la semifinale ancora dalla Norvegia e vincendo la finale per il terzo posto contro le campionesse in carica della Germania. Nell'edizione successiva la Danimarca perse i quarti di finale contro la Svezia, che ribaltò nella gara di ritorno la vittoria danese per 2-0 dell'andata. Nonostante l'eliminazione, arrivò la qualificazione al campionato mondiale 1995 in qualità di migliore squadra perdente i quarti di finale. Anche nel 1995 le danesi superarono la fase a gironi della manifestazione mondiale come migliore terza classificata, venendo poi nuovamente eliminate ai quarti di finale dalla Norvegia.
Grazie alla partecipazione ai quarti di finale del campionato mondiale, la Danimarca fu tra le 8 nazionali che presero parte alla prima edizione del torneo femminile di calcio ai Giochi olimpici di Atlanta 1996. Il cammino delle danesi si concluse già alla fase a gironi dopo aver perso tutte e tre le partite contro Stati Uniti, Cina e Svezia. L'edizione 1997 del campionato europeo venne organizzata in Norvegia e in Svezia e fu caratterizzata da un cambio di formato, che portò all'ammissione di 8 squadre alla fase finale. Alla prima partita arrivò una netta vittoria per 5-0 contro la Norvegia, seguita da un pareggio contro l'Italia e un'altra sconfitta contro la Germania, che sancì l'eliminazione alla fase a gironi. Analogo esito ebbe la partecipazione al campionato mondiale 1999, caratterizzata da tre sconfitte contro Stati Uniti, Corea del Nord e Nigeria e una sola rete realizzata.

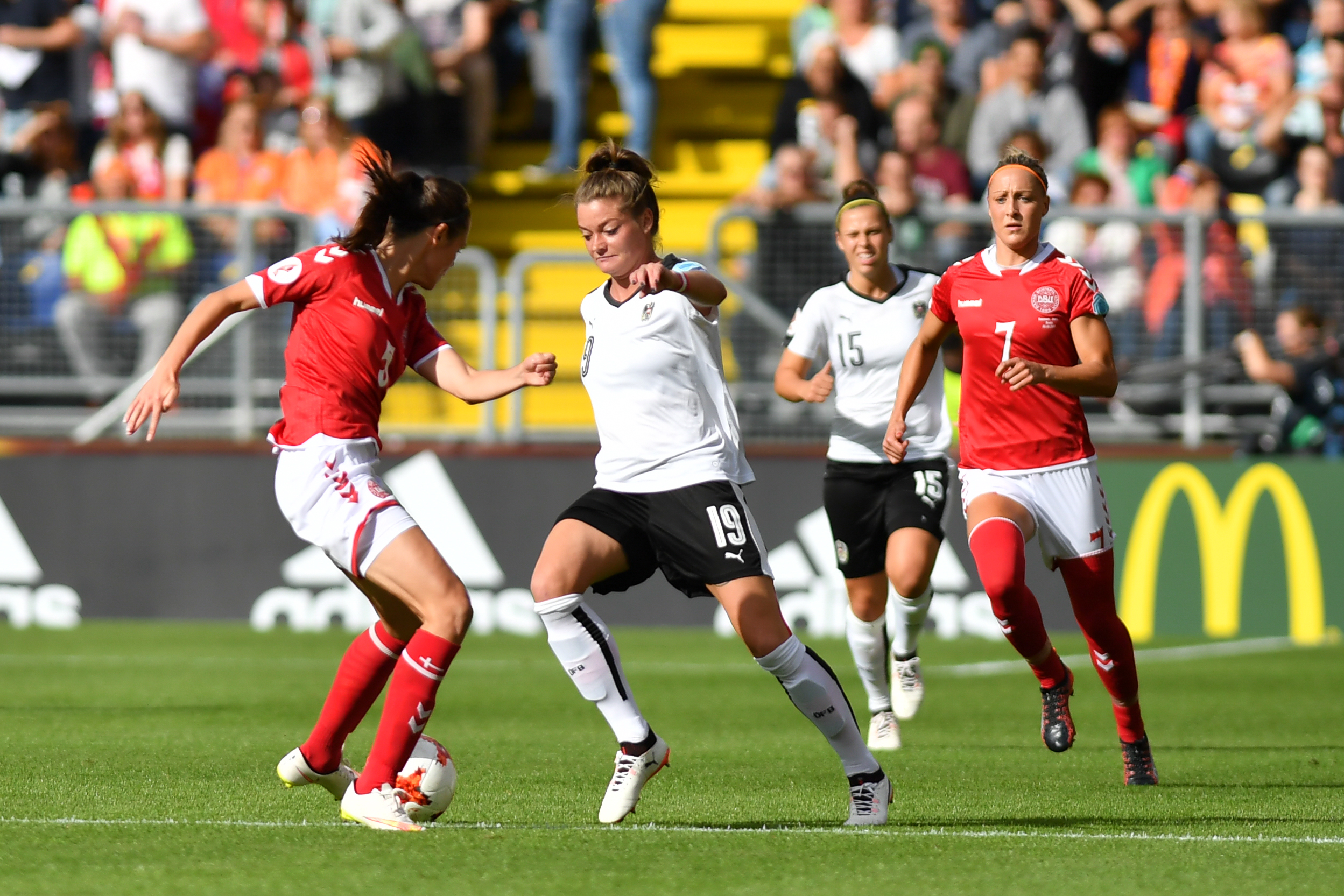
Azione di gioco della partita contro l' del 3 agosto 2017, semifinale del campionato europeo.

Al campionato europeo 2001 le danesi tornarono protagoniste, superando la fase a gironi da prima classificata nonostante la sconfitta all'esordio contro l'Italia. In semifinale arrivò, però, una sconfitta di misura contro la Svezia, che precluse ancora una volta l'accesso alla finale continentale. Quattro anni dopo fu la Finlandia ad avere la meglio superando la fase a gironi ed eliminando la Danimarca, nonostante avessero stessi punti e stesse reti realizzate e subite. Dopo aver mancato la qualificazione all'edizione 2003, la Danimarca tornò alla fase finale del campionato mondiale per l'edizione 2007. Inserita nel gruppo D, perse la partita d'esordio contro le padrone di casa della Cina, vinse la partita contro la Nuova Zelanda, ma la sconfitta contro il Brasile decretò l'eliminazione dalla manifestazione.
Se al campionato europeo 2009 col terzo posto nella fase a gironi venne eliminata come peggiore terza, al campionato europeo 2013 il terzo posto valse l'accesso ai quarti di finale. In questa occasione le danesi superarono la Francia ai tiri di rigore, grazie anche alle parate di Stina Lykke Petersen, dopo che i tempi regolamentari si erano conclusi in parità sull'1-1. Furono proprio i tiri di rigore a interrompere il cammino danese in semifinale, dove ebbe la meglio la Norvegia e dopo che la Danimarca aveva raggiunto il pareggio a pochi minuti dalla fine dei tempi regolamentari. Al campionato europeo 2017 la Danimarca arrivò in finale per la prima volta in tornei ufficiali. Superò la fase a gironi come seconda alle spalle dei Paesi Bassi, padroni di casa, per poi sconfiggere per 2-1 la Germania, grazie a una rete a pochi minuti dalla fine da Theresa Nielsen, eliminando così la nazionale vincitrice delle sei precedenti edizioni. In semifinale le danesi superarono ai tiri di rigore l'Austria, esordiente alla fase finale del campionato europeo, dopo che tempi regolamentari e supplementari si erano conclusi a reti inviolate. La finale ripropose la sfida della fase a gironi contro i Paesi Bassi e, anche questa volta, la vittoria andò alle orange per 4-2, conquistando così il loro primo titolo internazionale e lasciando alle danesi la seconda piazza, nonostante l'iniziale vantaggio con la rete di Nadia Nadim.

## Partecipazione ai tornei internazionali
Legenda: Grassetto: Risultato migliore, Corsivo: Mancate partecipazioni

## Tutte le rose

### Campionato mondiale
Coppa del Mondo FIFA 19911 Bjerregaard, 2 Sefron, 3 J. Hansen, 4 Madsen, 5 Rotboll, 6 Nielsen, 7 Mackensie, 8 Kolding, 9 Gam-Pedersen, 10 H. Jensen, 11 Nissen, 12 Stelling, 13 Thychosen, 14 M. Jensen, 15 Holm, 16 G. Hansen, 17 Bagge, 18 Rasmussen, CT: Gantzhorn
Coppa del Mondo FIFA 19951 Larsen, 2 L. Hansen, 3 Flæng, 4 Terp, 5 K. Pedersen, 6 Holm, 7 Laursen, 8 Kolding, 9 Jensen, 10 B. Christensen, 11 Krogh, 12 Dot Eggers Nielsen, 13 C. Hansen, 14 Madsen, 15 Bonde, 16 Bjerregaard, 17 K. Christensen, 18 Allentoft, 19 Axelsen, 20 C. Petersen, CT: Gantzhorn
Coppa del Mondo FIFA 19991 Larsen, 2 Sand Christensen, 3 K. Christensen, 4 Terp, 5 Kristensen, 6 Axelsen, 7 L. Hansen, 8 Rasmussen, 9 Petersen, 10 Krogh, 11 M. Pedersen, 12 L. Jensen, 13 Knudsen, 14 K. Pedersen, 15 M. Hansen, 16 C. Jensen, 17 Nørregaard, 18 Søndergaard, 19 Johansen, 20 A.M. Christensen, CT: Hvidemose
Coppa del Mondo FIFA 20071 Johansen, 2 Olsen, 3 K. Pedersen, 4 Andersen, 5 Falk, 6 Hansen, 7 Sørensen, 8 Bukh, 9 Pape, 10 Eggers Nielsen, 11 M. Pedersen, 12 Dimun, 13 Rasmussen, 14 Dalum, 15 Gajhede, 16 Cederkvist, 17 Madsen, 18 Ørntoft, 19 Røddik, 20 Sand, 21 Graversen, CT: Heiner-Møller
Coppa del Mondo FIFA 20231 Christensen, 2 Hasbo, 3 Ballisager Pedersen, 4 Sevecke, 5 Boye Sørensen, 6 Holmgaard, 7 Troelsgaard Nielsen, 8 Snerle, 9 Vangsgaard, 10 Harder, 11 Veje, 12 Møller Kühl, 13 Thrige Andersen, 14 Sørensen, 15 Thøgersen, 16 Larsen, 17 Madsen, 18 Gevitz, 19 Thomsen, 20 Bruun, 21 Gejl, 22 Østergaard, 23 Svava, CT: Søndergaard

### Giochi olimpici
Calcio ai Giochi Olimpici Estivi 19961 Larsen, 2 Laursen, 3 B. Madsen, 4 Flæng, 5 Holm, 6 Petersen, 7 Christensen, 8 Kolding, 9 H. Jensen, 10 Krogh, 11 L. Madsen, 12 Terp, 13 Dot Eggers Nielsen, 14 Pedersen, 15 Bonde, 16 Bjerregaard, 17 C. Jensen, 18 Hansen, 19 Stelling, CT: Gantzhorn

### Campionato europeo
Campionato d'Europa UEFA 1984P Hansen, P Riis, D Frederiksen, D Hansen, D Lene Nielsen, D Mogensen, D Nielsen, D Nielsen-Mann, C J. Andersen, C P. Andersen, C Fabrin, C Larsen, C Mackensie, C Munk Pedersen, C Ha. Pedersen, C He. Pedersen, A Gam-Pedersen, A Henriksen, A Smidt Hansen, CT: Schultz
Campionato d'Europa UEFA 1991P Bjerregaard, D Christensen, D Hansen, D T. Jensen, D Larsen, D Madsen, D Nielsen, D Rotbøll, D Sefron, C Bagge, C Jacobsen, C M. Jensen, C Kolding, C Obel, C Stelling, A Gam-Pedersen, A H. Jensen, A Thychosen, CT: Gantzhorn
Campionato d'Europa UEFA 1993P Bjerregaard, D Madsen, D Sefron, C Bagge, C Holm, C M. Jensen, C Kolding, C Mackensie, C Rasmussen, C Stelling, A H. Jensen, A Nissen, A Thychosen, CT: Gantzhorn
Campionato d'Europa UEFA 1997P Bjerregaard, P Jensen, P Larsen, D Flæng, D Madsen, D Sand Christensen, D Sefron, D Terp, C Axelsen, C Eggers Nielsen, C Hansen, C Holm, C Kristensen, C K. Pedersen, C Petersen, C Stelling, A Johansen, A Krogh, A Nørregaard, A M. Pedersen, CT: Hvidemose
Campionato d'Europa UEFA 20011 Johansen, 2 Knudsen, 3 K. Pedersen, 4 Terp, 5 Andersen, 6 Sørensen, 7 Andersson, 8 Jensen, 9 Petersen, 10 Krogh, 11 M. Pedersen, 12 Kjeldgaard, 13 Bukh, 14 Søndergaard, 15 M. Møller, 16 Cederkvist, 17 Bonde, 18 Jokumsen, 19 A. Møller, 20 Madsen, CT: Højmose
Campionato d'Europa UEFA 20051 Cederkvist, 2 Falk, 3 K. Pedersen, 4 Andersen, 5 Knudsen, 6 Hansen, 7 Sørensen, 8 S. Jensen, 9 L. Jensen, 10 Eggers Nielsen, 11 M. Pedersen, 12 D. Jensen, 13 Rasmussen, 14 C. Pedersen, 15 Christensen, 16 Bjerg, 17 Johansen, 18 Olsen, 19 H. Nielsen, 20 Petersen, CT: Bonde
Campionato d'Europa UEFA 20091 Johansen, 2 Brogaard, 3 K. Pedersen, 4 M. Jensen, 5 Hansen, 6 Bjerg, 7 Sørensen, 8 Bukh, 9 Pape, 10 Sand Andersen, 11 Nadim, 12 Madsen, 13 J. Rasmussen, 14 L. Jensen, 15 Nielsen, 16 Cederkvist, 17 T. Rasmussen, 18 Christiansen, 19 Larsen, 20 Veje, 21 Kjærsgaard-Andersen, 22 M. Pedersen, CT: Heiner-Møller
Campionato d'Europa UEFA 20131 Petersen, 2 Hansen, 3 K. Pedersen, 4 Ørntoft, 5 J. Jensen, 6 Gajhede Knudsen, 7 Madsen, 8 Bukh, 9 Christiansen, 10 Harder, 11 Veje, 12 L. Jensen, 13 Rasmussen, 14 Olsen, 15 S. Pedersen, 16 Sørensen, 17 Nadim, 18 T. Nielsen, 19 Brogaard, 20 Hovesen, 21 Sandvej, 22 Abel, 23 K. Nielsen, CT: Heiner-Møller
Campionato d'Europa UEFA 20171 S.L. Petersen, 2 L.R. Hansen, 3 J. Jensen, 4 Kildemoes, 5 S.B. Sørensen, 6 Christiansen, 7 Troelsgaard, 8 T. Nielsen, 9 Nadim, 10 Harder, 11 Veje, 12 Larsen, 13 S.J. Pedersen, 14 N. Sørensen, 15 Thøgersen, 16 Christensen, 17 L. Jensen, 18 Jans, 19 Sandvej, 20 S.B. Pedersen, 21 S. Hansen, 22 Johansen, 23 Gevitz, CT: N. Nielsen
Campionato d'Europa UEFA 20221 Christensen, 2 Thrige Andersen, 3 Ballisager Pedersen, 4 Sevecke, 5 Boye Sørensen, 6 K. Holmgaard, 7 Troelsgaard Nielsen, 8 S. Holmgaard, 9 Nadim, 10 Harder, 11 Veje, 12 Larsen, 13 Junge Pedersen, 14 Bredgaard, 15 Møller Kühl, 16 Svane, 17 Madsen, 18 Gevitz, 19 Thomsen, 20 Bruun, 21 Gejl, 22 Worsøe, 23 Svava, CT: Søndergaard
Campionato d'Europa UEFA 20251 Østergaard, 2 Thrige Andersen, 3 Ballisager Pedersen, 4 Færge, 5 Obaze, 6 K. Holmgaard, 7 Troelsgaard, 8 Snerle, 9 Nadim, 10 Harder, 11 Veje, 12 Møller Kühl, 13 Hasbo, 14 Bredgaard, 15 Thøgersen, 16 Larsen, 17 Madsen, 18 S. Holmgaard, 19 Thomsen, 20 Bruun, 21 Vangsgaard, 22 Vingum, 23 Kramer, CT: Jeglertz

## Rosa
Lista delle 23 giocatrici convocate dal selezionatore Andrée Jeglertz per il campionato europeo 2025. Presenze e reti aggiornate al momento della convocazione.
|  | P | Maja Bay Østergaard       | 28 marzo 1998 (27 anni)    | 18  | 0  | Växjö DFF        |  |  |
|  | P | Kathrine Larsen           | 5 maggio 1993 (32 anni)    | 8   | 0  | Sampdoria        |  |  |
|  | P | Alberte Vingum            | 14 novembre 2004 (20 anni) | 1   | 0  | HB Køge          |  |  |
|  |   |                           |                            |     |    |                  |  |  |
|  | D | Stine Ballisager Pedersen | 3 gennaio 1994 (31 anni)   | 69  | 4  | Fiorentina       |  |  |
|  | D | Emma Færge                | 6 dicembre 2000 (24 anni)  | 12  | 1  | Fiorentina       |  |  |
|  | D | Sara Holmgaard            | 28 gennaio 1999 (26 anni)  | 23  | 2  | Everton          |  |  |
|  | D | Isabella Bryld Obaze      | 30 ottobre 2002 (22 anni)  | 14  | 1  | Portland Thorns  |  |  |
|  | D | Sara Thrige Andersen      | 15 maggio 1996 (29 anni)   | 28  | 2  | PSV              |  |  |
|  | D | Frederikke Thøgersen      | 24 luglio 1995 (29 anni)   | 84  | 3  | Roma             |  |  |
|  | D | Sanne Troelsgaard         | 15 agosto 1988 (36 anni)   | 195 | 57 | Roma             |  |  |
|  | D | Katrine Veje              | 19 giugno 1991 (34 anni)   | 168 | 9  | Crystal Palace   |  |  |
|  |   |                           |                            |     |    |                  |  |  |
|  | C | Josefine Hasbo            | 20 novembre 2001 (23 anni) | 33  | 3  | Harvard Crimson  |  |  |
|  | C | Karen Holmgaard           | 28 gennaio 1999 (26 anni)  | 34  | 3  | Everton          |  |  |
|  | C | Rikke Marie Madsen        | 9 agosto 1997 (27 anni)    | 33  | 1  | Everton          |  |  |
|  | C | Kathrine Møller Kühl      | 5 luglio 2003 (21 anni)    | 48  | 2  | Roma             |  |  |
|  | C | Emma Snerle               | 23 marzo 2001 (24 anni)    | 44  | 2  | Fiorentina       |  |  |
|  | C | Janni Thomsen             | 16 febbraio 2000 (25 anni) | 49  | 9  | Utah Royals      |  |  |
|  |   |                           |                            |     |    |                  |  |  |
|  | A | Sofie Bredgaard           | 18 gennaio 2002 (23 anni)  | 19  | 2  | Fiorentina       |  |  |
|  | A | Signe Bruun               | 6 aprile 1998 (27 anni)    | 52  | 24 | Real Madrid      |  |  |
|  | A | Pernille Harder           | 15 novembre 1992 (32 anni) | 162 | 78 | Bayern Monaco    |  |  |
|  | A | Cornelia Kramer           | 16 dicembre 2002 (22 anni) | 4   | 1  | Bayer Leverkusen |  |  |
|  | A | Nadia Nadim               | 2 gennaio 1988 (37 anni)   | 105 | 38 | Hammarby         |  |  |
|  | A | Amalie Vangsgaard         | 26 novembre 1996 (28 anni) | 35  | 10 | Juventus         |  |  |

## Record individuali
Dati aggiornati al 3 giugno 2025; in grassetto le calciatrici ancora in attività.

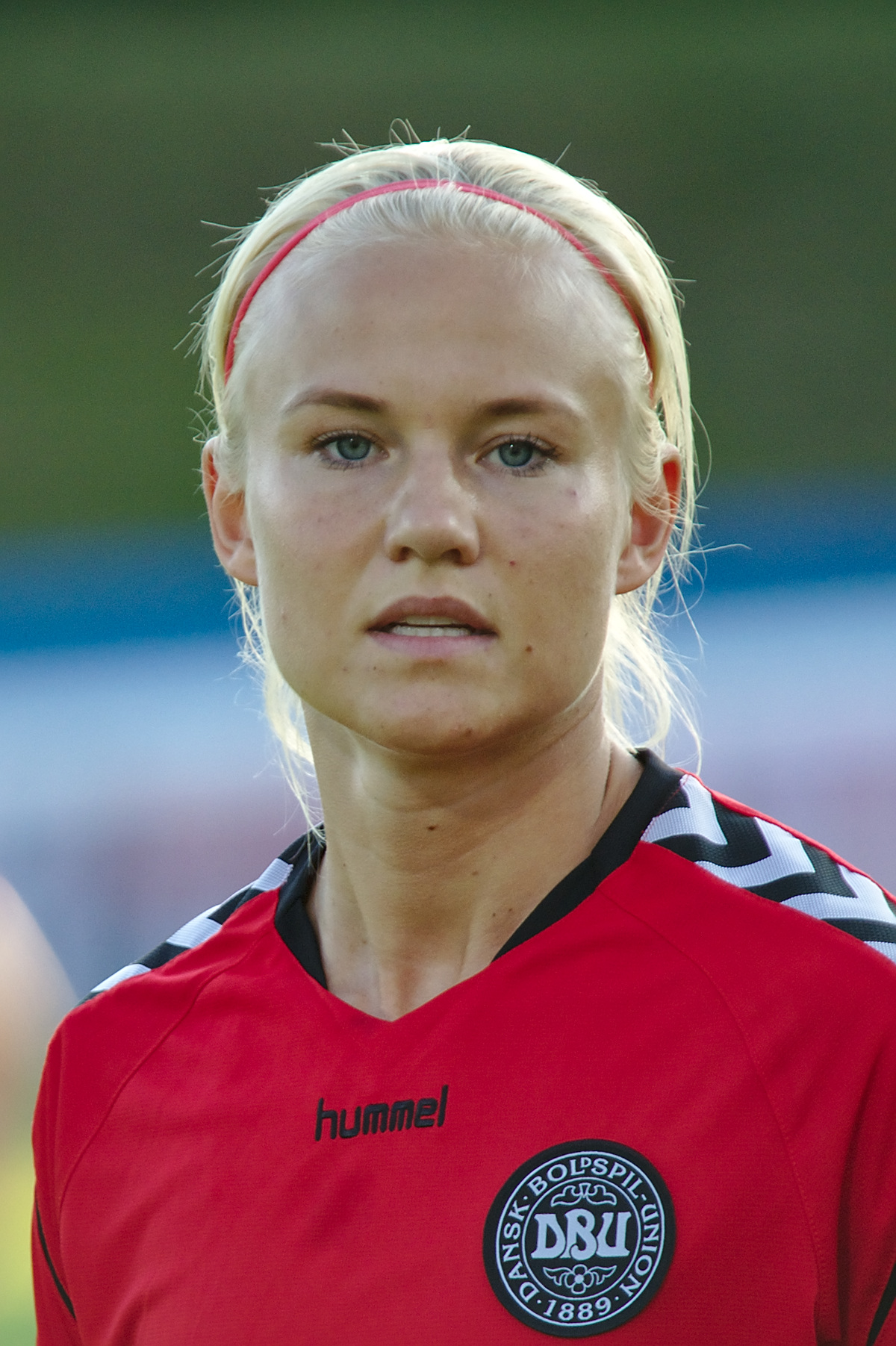
Pernille Harder, primatista di reti con la nazionale danese.

| #  | Giocatore                | Periodo   | Pres. | Reti |
| -- | ------------------------ | --------- | ----- | ---- |
| 1  | Katrine Pedersen         | 1994-2013 | 210   | 9    |
| 2  | Sanne Troelsgaard        | 2008-     | 195   | 57   |
| 3  | Katrine Veje             | 2009-     | 168   | 9    |
| 4  | Pernille Harder          | 2009-     | 162   | 78   |
| 5  | Johanna Rasmussen        | 2002-2017 | 153   | 41   |
| 4  | Merete Pedersen          | 1993-2009 | 136   | 65   |
| 6  | Theresa Emil Eslund      | 2008-2020 | 133   | 5    |
| 7  | Line Røddik Hansen       | 2006-2017 | 132   | 13   |
| 9  | Cathrine Paaske-Sørensen | 2000-2010 | 121   | 36   |
| 10 | Anne Dot Eggers Nielsen  | 1993-2007 | 118   | 26   |

| #  | Giocatore                | Periodo   | Reti | Pres. | Reti/pr. |
| -- | ------------------------ | --------- | ---- | ----- | -------- |
| 1  | Pernille Harder          | 2009-     | 78   | 162   | 0,48     |
| 2  | Merete Pedersen          | 1993-2009 | 65   | 136   | 0,48     |
| 3  | Sanne Troelsgaard        | 2008-     | 57   | 195   | 0,29     |
| 4  | Gitte Krogh              | 1994-2001 | 46   | 90    | 0,51     |
| 5  | Johanna Rasmussen        | 2002-2018 | 41   | 153   | 0,27     |
| 6  | Helle Jensen             | 1987-1996 | 38   | 77    | 0,49     |
| 7  | Nadia Nadim              | 2009-     | 38   | 105   | 0,36     |
| 8  | Cathrine Paaske-Sørensen | 2000-2010 | 36   | 121   | 0,3      |
| 9  | Lene Jensen              | 1996-2010 | 26   | 109   | 0,24     |
| 10 | Anne Dot Eggers Nielsen  | 1993-2007 | 26   | 118   | 0,22     |